# روبرت اکهارت
روبرت اکهارت (ارمنی: Րոբերտ Էքհարթ؛ آلمانی: Robert Ekhart؛ زاده ۱۹۳۵ – در گذشته ۱۹۹۴) کارگردان فیلم ارمنی-آلمانی‌تبار اهل ایران بود.

## زندگی‌نامه
در سال ۱۹۳۵ (۱۳۱۴) از پدری آلمانی و مادری ارمنی در تبریز زاده شد. پدرش در تبریز کارخانه داشت و در جریان اشغال ایران در اوت ۱۹۴۱ (شهریور ۱۳۲۰) و تعقیب آلمانی‌ها توسط قوای متفقین ابتدا ناپدید و سپس کشته شد.
در جوانی همراه مادرش به تهران مهاجرت کرد در ۱۹۵۲ (۱۳۳۱) هنگامی که هفده سال داشت نامش در میان خوانندگان نشریه جهان سینما دیده شد و از همان زمان خواننده نشریات سینمایی و پی گیر انتشارشان بود. چندی بعد به جرگه نویسندگان نشریه ستاره سینما پیوست و در سردبیری این نشریه را به عهده گرفت با مرگ مادرش این نشریه را ترک کرد و در ۱۹۵۸ (۱۳۳۷) به آلمان رفت.
پس از آن که در رشته کارگردانی تحصیل کرد و در استودیوهای باواریا فیلم تجربیاتی اندوخت در به تهران بازگشت و استودیوی ویلا فیلم را تأسیس کرد نخستین فیلم اش را با نام شهر بزرگ در (۱۳۴۱) کارگردانی کرد که تهیه‌کننده‌اش بابکن آویدیسیان بود. وی فیلم‌های بازو طلایی، قدرت عشق، وحشی جنگل، شیربها و تعقیب تا جهنم را نیز کارگردانی کرد. او سپس به کار واردات فیلم‌های خارجی و توزیع فیلم در شهرستان‌ها متمرکز شد.
اکهارت در سال ۱۹۷۷ (۱۳۵۶) به ایالات متحده مهاجرت کرد و در ۱۹۹۴ (بهار ۱۳۷۳) درگذشت.

## فیلم‌شناسی
- شهر بزرگ (۱۳۴۴)
- بازو طلایی (۱۳۴۵)
- قدرت عشق (۱۳۴۷)
- نعره گرگ‌ها (۱۳۴۸)
- وحشی جنگل (۱۳۵۰)
- شیربها (۱۳۵۱)
- تعقیب تا جهنم (۱۳۵۲)